# Campionati centroamericani e caraibici di nuoto
I campionati di nuoto centroamericani e caraibici sono una competizione di sport acquatici riservati a nazioni dell'America centrale e dei Caraibi.
La manifestazione è organizzata dalla CCCAN e a partire dal 1969 si tiene ogni due anni. La prima edizione è datata 1960 e fino a quel momento non c'era una data fissa.
Nel corso delle varie edizioni è stata ammessa la partecipazione di nazioni non affiliate alla CCCAN ma confinanti con le regioni geografiche centroamericana o caraibica, al punto che Paesi come la Colombia, il Suriname o il Venezuela hanno più volte ospitato la manifestazione.

## Edizioni
| Anno | Edizione | Sede                                                                 | Paese                        | Periodo                |
| ---- | -------- | -------------------------------------------------------------------- | ---------------------------- | ---------------------- |
| 1960 | I        | San Juan                                                             | Porto Rico                   |                        |
| 1961 | II       | San Salvador                                                         | El Salvador                  |                        |
| 1963 | III      | Città del Messico                                                    | Messico                      |                        |
| 1965 | IV       | Cali                                                                 | Colombia                     |                        |
| 1968 | V        | San Salvador                                                         | El Salvador                  |                        |
| 1969 | VI       | San Juan                                                             | Porto Rico                   |                        |
| 1971 | VII      | L'Avana                                                              | Cuba                         |                        |
| 1973 | VIII     | Ibagué                                                               | Colombia                     |                        |
| 1975 | IX       | Città del Messico                                                    | Messico                      |                        |
| 1977 | X        | Santo Domingo                                                        | Rep. Dominicana              |                        |
| 1979 | XI       | San Cristóbal                                                        | Venezuela                    |                        |
| 1981 | XII      | Oaxtepec (nuoto) Santo Domingo (tuffi e sincro) L'Avana (pallanuoto) | Messico Rep. Dominicana Cuba |                        |
| 1983 | XIII     | Santo Domingo                                                        | Rep. Dominicana              |                        |
| 1985 | XIV      | Oaxtepec                                                             | Messico                      |                        |
| 1987 | XV       | Salinas                                                              | Porto Rico                   |                        |
| 1989 | XVI      | Caracas                                                              | Venezuela                    |                        |
| 1991 | XVII     | Mérida                                                               | Messico                      |                        |
| 1993 | XVIII    | L'Avana                                                              | Cuba                         |                        |
| 1995 | XIX      | Guadalajara                                                          | Messico                      |                        |
| 1997 | XX       | L'Avana                                                              | Cuba                         |                        |
| 1999 | XXI      | Medellín                                                             | Colombia                     |                        |
| 2001 | XXII     | Santo Domingo & La Romana                                            | Rep. Dominicana              | 1ª settimana di luglio |
| 2003 | XXIII    | Città del Messico                                                    | Messico                      |                        |
| 2005 | XXIV     | Santo Domingo & Santiago de los Caballeros                           | Rep. Dominicana              |                        |
| 2007 | XXV      | San Salvador                                                         | El Salvador                  | 25-30 giugno           |
| 2009 | XXVI     | Barquisimeto                                                         | Venezuela                    |                        |
| 2011 | XXVII    | Mayagüez                                                             | Porto Rico                   | 27 Giugno - 2 Luglio   |
| 2013 | XXVIII   | San José                                                             | Costa Rica                   | 1 Luglio - 7 Luglio    |
| 2015 | XXIX     | Bridgetown                                                           | Barbados                     | 23 Giugno - 27 Giugno  |
| 2017 | XXX      | Port of Spain                                                        | Trinidad e Tobago            | 22 Giugno - 2 Luglio   |